# 普罗皮亚克
普罗皮亚克（法語：Propiac，法語發音：[pʁɔpjak]）是法国德龙省的一个市镇，属于尼永斯区。

## 地理
普罗皮亚克（44°16'40"N, 5°11'55"E）面积11.15 平方千米，位于法国奥弗涅-罗讷-阿尔卑斯大区德龙省，该省份为法国东南部内陆省份，北起顺时针与伊泽尔省、上阿尔卑斯省、上普罗旺斯阿尔卑斯省、沃克吕兹省和阿尔代什省接壤。
与普罗皮亚克接壤的市镇（或旧市镇、城区）包括：博瓦桑、贝尼韦-奥隆、比莱巴罗尼、梅兰多勒-莱索利维耶、乌韦兹河畔莫朗、乌韦兹河畔拉佩讷、皮埃尔隆格。

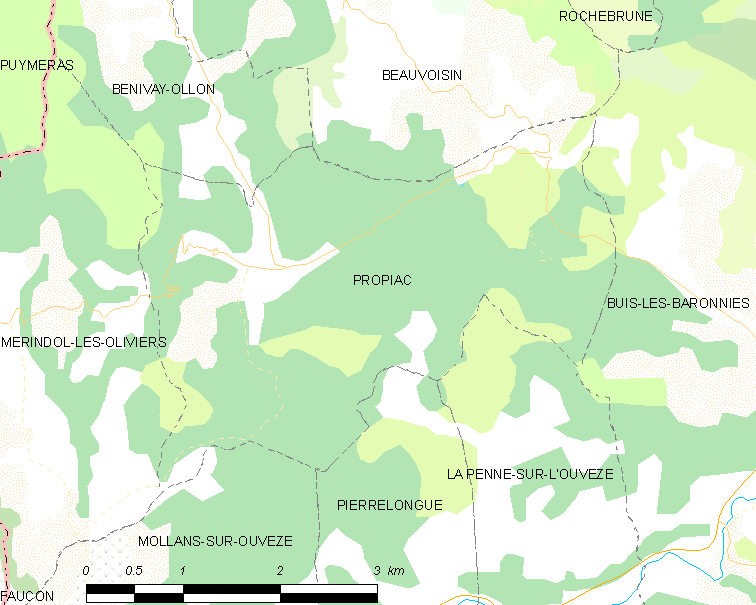
普罗皮亚克的OSM定位图

普罗皮亚克的时区为UTC+01:00、UTC+02:00（夏令时）。

## 行政
普罗皮亚克的邮政编码为26170，INSEE市镇编码为26256。

## 政治
普罗皮亚克所属的省级选区为尼永斯-巴罗尼县。

## 人口

1962-2008年间普罗皮亚克人口变化图示

普罗皮亚克于2022年1月1日时的人口数量为131人。